# Татаренко, Дмитрий Митрофанович
Дмитрий Митрофанович Татаренко (23 мая 1921, пос. Новоантоновский, Томская губерния — 14 марта 1995, Кисловодск) — советский лётчик-ас военно-морской истребительной авиации, участник Великой Отечественной войны, Герой Советского Союза (24.07.1943). Генерал-майор авиации (7.05.1960).

## Молодость и начало службы
Родился 23 мая 1921 года в посёлке Новоантоновский (ныне деревня Антоновка Коченёвского района Новосибирской области) в русской крестьянской семье.
Окончил школу № 20 в городе Шахты Ростовской области. Работал навалоотбойщиком в шахте, учился в Шахтинском аэроклубе.
В ВМФ СССР с ноября 1939 года. В 1940 году окончил Военно-морское авиационное училище имени И. В. Сталина в Ейске, после чего получил назначение на Балтику, на должность младшего лётчика 5-го истребительного авиационного полка 61-й истребительной авиационной бригады ВВС Балтийского флота. Член ВКП(б)/КПСС с 1942 года.

## Великая Отечественная война
В боях Великой Отечественной войны с июня 1941 года. Воевал в этом же полку на истребителе И-16. С 25 сентября воевал лётчиком 13-го истребительного авиационного полка, с декабря 1941 года — лётчиком 13-й отдельной истребительной авиационной эскадрильи. Открыл боевой счёт в бою 22 июля 1941 года, когда четвёрка советских истребителей сбила 2 немецких бомбардировщика (победы были засчитаны всем участвовавшим в бою лётчикам как одержанные в группе). В феврале 1942 года переведён в повышением на должность заместителя командира эскадрильи в 11-й истребительный авиационный полк ВВС Балтийского флота. С октября 1942 года был также заместителем командира эскадрильи 57-го штурмового авиационного полка ВВС КБФ. В 1942 года пересел с И-16 на ЛаГГ-3. С января 1943 года — заместитель командира эскадрильи, а с марта 1943 — командир эскадрильи 3-го гвардейского истребительного авиационного полка ВВС Балтийского флота. В 1941 году участвовал в героической обороне Ханко, затем — в обороне Ленинграда.
Командир эскадрильи 3-го гвардейского истребительного авиационного полка 61-й истребительной авиационной бригады военно-воздушных сил Краснознамённого Балтийского флота гвардии капитан Дмитрий Митрофанович Татаренко к марту 1943 года совершил 550 боевых вылетов (в том числе 43 на штурмовку наземных войск противника и 70 на разведку), в 102 воздушных боях сбил лично 14 самолётов противника и 8 самолётов — в группе (по данным наградного листа, но не все эти победы оказались подтверждены документами полка).
Указом Президиума Верховного Совета СССР от 24 июля 1943 года за образцовое выполнение боевых заданий командования на фронте борьбы с немецко-фашистским захватчиками и проявленные при этом мужество и героизм капитану Татаренко Дмитрию Митрофановичу присвоено звание Героя Советского Союза с вручением ордена Ленина и медали «Золотая Звезда» (№ 885).
23 марта 1943 года сбит и тяжело ранен в воздушном бою, но сумел воспользоваться парашютом. После многомесячного лечения в госпитале в сентябре 1943 года вернулся в строй и служил начальником службы воздушной стрельбы и воздушного боя Управления ВВС Балтийского флота. С ноября 1944 года — помощник командира 4-го гвардейского истребительного авиационного полка ВВС Балтийского флота. В 1944 году летал уже на истребителе Ла-5.
В январе 1945 года направлен учёбу на Высшие офицерские курсы ВВС ВМФ в Моздок. К январю 1945 года совершил 587 боевых вылетов, в воздушных боях сбил (по подтверждённым данным) 13 самолётов врага лично и 7 — в группе, но есть и более высокие данные его побед — 14 личных и 10 групповых.

## Послевоенная биография
В полк вернулся после окончания курсов, уже после Победы, в июле 1945 года, продолжил службу помощником командира полка, в 1946 году был дублёром командира полка. С апреля 1947 года Д. М. Татаренко служил на Тихом океане: помощник командира полка по лётной подготовке и воздушному бою в 39-м истребительном авиационном полку ВВС ВМФ 5-го ВМФ, с ноября 1947 — заместителем командира полка и инструктор-лётчик по технике пилотирования и воздушному бою 42-го ИАП, с декабря 1947 года на той же должности в 41-м ИАП ВВС 5-го ВМФ.
В сентябре 1950 года убыл на учёбу в Военно-морскую академию имени К. Е. Ворошилова, после окончания которой в ноябре 1953 года назначен командиром 24-го истребительного авиационного полка ВВС 8-го ВМФ (Балтийское море). С сентября 1955 года — заместитель командира 152-й истребительной авиационной дивизии ВВС Балтийского флота.
В феврале 1957 года полковник Дмитрий Татаренко был переведён из военно-морской авиации в истребительную авиацию Войск ПВО страны, назначен командиром 216-й истребительной авиационной дивизии (вскоре переименована в 23-ю истребительную авиационную дивизию ПВО Северной армии ПВО (с марта 1960 года — 10-я отдельная армия ПВО). Дивизия базировалась на аэродром Васьково в Архангельской области. Командовал дивизией три с половиной года, затем в сентябре 1960 года вновь направлен в академию.
В июне 1962 года окончил Военную академию Генерального штаба Вооружённых сил СССР. После учёбы ещё 5 лет командовал 23-й дивизией ПВО. С 1967 года в запасе по болезни.
Жил в Ленинграде, затем в Таллине и окончательно в Кисловодске (Ставропольский край). Умер 14 марта 1995 года.

## Награды
- Герой Советского Союза (24.07.1943)
- орден Ленина (24.07.1943)
- три ордена Красного Знамени (16.09.1941, 19.01.1943, 20.03.1943)
- орден Нахимова 2-й степени (22.02.1946)
- орден Отечественной войны 1-й степени (11.03.1985)
- два ордена Красной Звезды (5.11.1954, 14.08.1957)
- медаль «За боевые заслуги» (15.11.1950)
- медаль «За оборону Ленинграда» (1943)
- ряд других медалей СССР
- «Военно-морской крест» (США, 1943)[9]
- Почётный гражданин города-героя Ленинграда (1954) и города Таллина (1972, исключен из числа почётных граждан после 1990 года).

## Память
- Памятная доска установлена на Мемориале «Вечная Слава» в Кисловодске.
- Имя высечено на памятнике Героям-землякам на Монументе Славы в Новосибирске.
- Герой Советского Союза Д. М. Татаренко стал прообразом старшего лейтенанта  Ильи Татаренко (роль Борисова, Олега Ивановича) — героя книги Николая Корнеевича Чуковского «Балтийское небо»[10].